# Adriana Ceaușescu
Adriana Ceaușescu (n. 28 ianuarie 1977) este o ciclistă română. 
A fost vicecampioană națională la handbal, pe când juca la CSS Slobozia, devenind una din cele mai bune cicliste din România, pe velodrom,  șosea cât și de MTB.
A câștigat titlurile de Campioană Națională în următoarele probe pe velodrom
- 2016, la probele 200m lansat, 500m time trial, urmărire pe echipe, urmărire individuala, adițiune de puncte,
- 2018, la proba de 500m time trial,
- 2019, la probele 200m lansat, 500m timetrial, 
- 2020, la probleme 200m lansat, 500m trimetrial. 